# La danza de la vida (Munch)
La danza de la vida (en noruego: Livets dans) es una pintura del pintor noruego Edvard Munch, que fue creada entre 1899 y 1900. Es uno de los últimos cuadros del Friso de la vida, la recopilación de sus obras centrales sobre los temas de la vida, el amor y la muerte. En el contexto de un baile en la playa en la noche de San Juan, el foco de la imagen está en una pareja danzando en primer plano y dos mujeres que la flanquean. Tiene raíces autobiográficas en la relación de Munch con Tulla Larsen, quien está representada en las dos mujeres al borde de la imagen. Posteriormente, Munch repitió el motivo varias veces, también bajo los títulos Baile en la playa (noruego: Dans på stranden ) o Baile junto al mar (noruego: Dans ved sjøen).

## Descripción
Según Hans Dieter Huber, la gran pintura de formato apaisado se caracteriza por una planitud que recuerda a los grabados en madera y al estilo de Gauguin. En ella un total de doce personas bailan o se paran en un césped uniformemente verde ante la playa, que fue pintado por primera vez por Munch, omitiendo los contornos de las figuras que solo están fuertemente enfatizados por múltiples pinceladas. En el centro del cuadro hay una pareja de baile, el hombre vestido de negro, la mujer de rojo seductor, con la cola de su vestido cubriendo sus pies. Extrañamente, su expresión es seria, sus bocas están cerradas. Con tez de color amarillo pálido y cuencas de los ojos oscuras, parecen agotados o somnolientos. En un gesto posiblemente posesivo, la mujer ha puesto el brazo derecho alrededor del hombro de su pareja de baile. Mientras mira al hombre, su cabello largo es empujado por el viento hacia su pecho.
A la izquierda de la pareja hay una mujer sonriente con un vestido blanco decorado con un estampado de pequeñas flores amarillas y un cinturón del mismo color. Su brazo ligeramente doblado apunta a la pareja en el centro, tal vez indicando el deseo de relevar a la bailarina. La mujer de la derecha está vestida completamente de negro y tiene las manos entrelazadas frente a su regazo. Ella también mira a la pareja de baile. Su mirada ligeramente baja expresa decepción.
Cuatro parejas más contrastando el atuendo blanco, ellas, y  el negro, ellos, capturadas en movimientos de danza arremolinados, forman el fondo. Solo una figura a la derecha tiene rostro: el grotesco de un hombre, redondo con ojos muy abiertos y labios rojos que intenta forzar a su compañera de baile a un beso mientras ella se encoge y se gira. A la altura de la cabeza de las figuras en primer plano está el horizonte, donde el mar azul y el cielo azul rojizo se funden. En el lado izquierdo de la pareja, la luna se refleja en el mar en una "columna de luz lunar" típica de Munch.

## Interpretación

### Sueño de una noche de verano
Para Ulrich Bischoff en La danza de la vida Munch plasmó una escena real en Åsgårdstrand, donde el pintor pasaba regularmente los meses de verano y captó muchas imágenes de la costa en las noches de verano nórdicas, transformadas en sus pinturas en una visión fantasmal. Contra el ajetreo y el bullicio de las parejas sin rostro del fondo, las cuatro figuras en primer plano parecen atrapadas en un sueño. Sus rostros son inexpresivos, y el rictus masculino en el fondo a la derecha recuerda a las máscaras grotescas de James Ensor. Como en trance, la pareja se mueve en primer plano y está completamente relacionada entre sí. El vestido rojo de la mujer fluye alrededor del hombre como una ola que aparta el suelo sólido de debajo de sus pies y lo sostiene hasta los hombros. La columna de luz lunar que se eleva sobre todo es un símbolo fálico de poder que hechiza a las personas.

### Tres mujeres
Munch a menudo usa tres figuras femeninas en su trabajo para simbolizar diferentes fases de la vida o rasgos. Monika Graen habla de un verdadero "tema triple" para Munch, cuya obra principal es el cuadro La mujer en tres etapas de 1894. En la exposición del friso de la vida de Munch en Berlín en 1902, formó el centro de la sección sobre el Florecimiento y la desaparición del amor. Para Ulrich Bischoff, no son tres mujeres diferentes las que Munch ha agrupado, sino tres perspectivas del hombre sobre la mujer como tal. En una exposición del friso de la vida en Leipzig, Munch reemplazó a La mujer en tres etapas con La danza de la vida, dando así a las tres figuras femeninas simbólicas un marco narrativo. También en esta imagen, según Bischoff, “las tres mujeres siguen relacionadas con el hombre, sus deseos, experiencias y decepciones.“  El cuadro Rojo y blanco, que fue creado al mismo tiempo que La danza de la vida, también tiene su origen en el tema de las tres mujeres. La mujer del centro, de cara al espectador, ya no está desnuda, sino vestida de rojo brillante. Munch pintó sobre una figura oscura originalmente también existente en el borde derecho de la imagen.

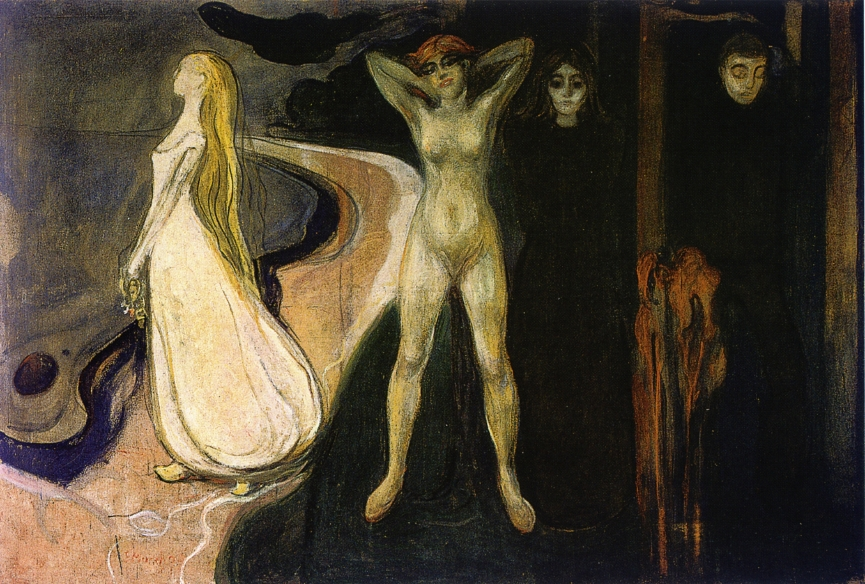
La mujer en tres etapas (1894), óleo sobre lienzo, 164 × 250 cm, Museo de Arte de Bergen.
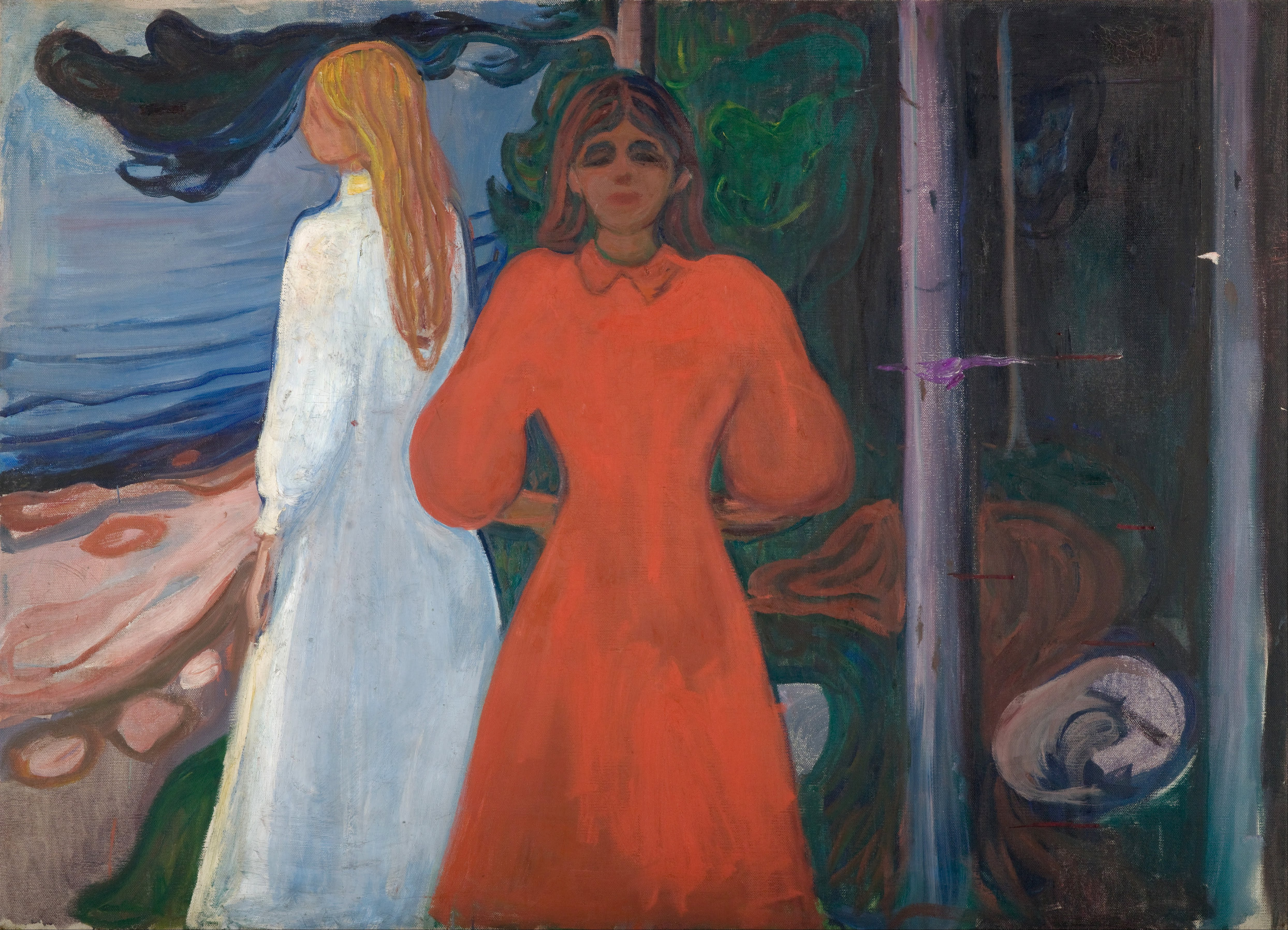
Rojo y blanco (1899/1900), óleo sobre lienzo, 93 × 129 cm, Museo Munch de Oslo.

### Título
El título podría remontarse a un drama del escritor danés Helge Rode, que fue propiedad de Munch en 1898: Dansen Gaar (La danza continúa). Allí la figura de un artista declara: “La danza de la vida. ¡Mi imagen debería llamarse la danza de la vida! Debe haber dos bailarines con ropas sueltas [...] Él la abraza. Está profundamente serio y feliz. [...] Tiene que abrazarla para sí, tan fuerte que ella está medio hundida en él. [...] El poder fluye de él a ella." 

## Referencia autobiográfica
Según Iris Müller-Westermann, el origen de la pintura La danza de la vida radica en la relación de Munch con Mathilde, conocida como "Tulla", Larsen. En 1898, Munch conoció a la hija de un rico comerciante de vinos noruego, que era seis años menor que él. En los años siguientes, Munch pasó algunas de sus estancias de verano en Noruega al lado de Larsen y también la llevó de viaje al extranjero. La relación fue problemática, sin embargo, Matthias Arnold habla de una relación de amor-odio: Munch se sintió eróticamente atraído por la joven y posesiva mujer, pero también acosado y despojado de su libertad. La relación alcanzó su clímax dramático y terminó en 1902, cuando se produjo un disparo de revólver durante una discusión sin resolver y Munch perdió la falange superior de su dedo medio izquierdo.

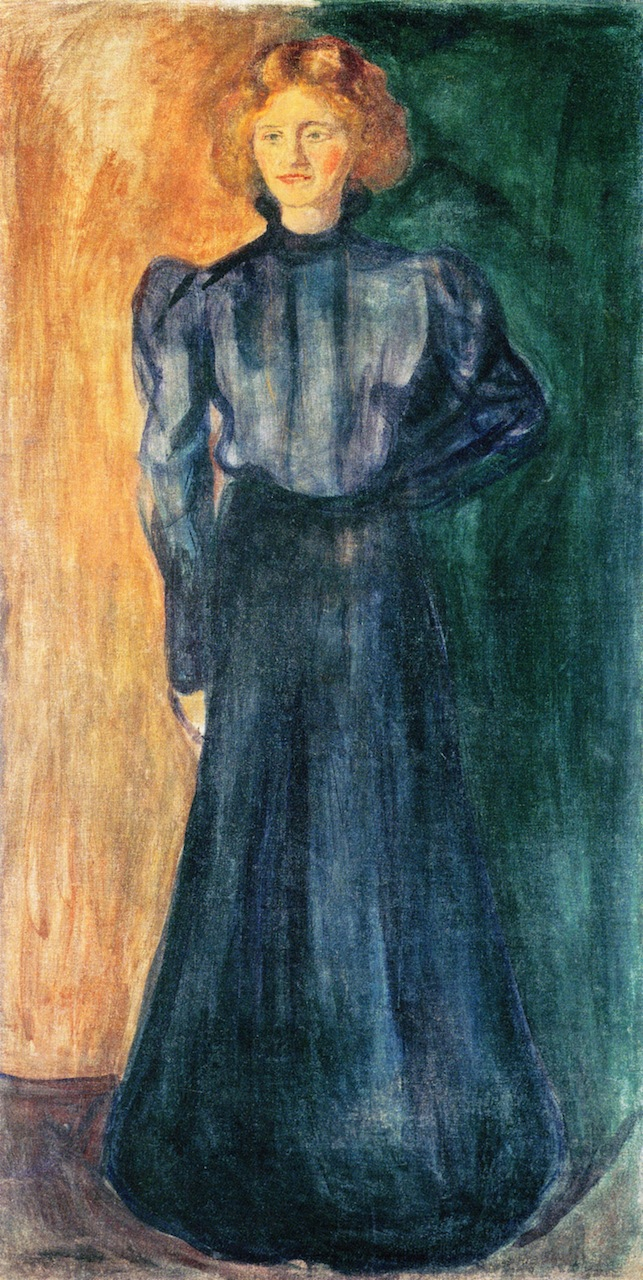
Tulla Larsen (1898/99), óleo sobre lienzo, 119,5 × 61 cm, Museo Munch de Oslo.
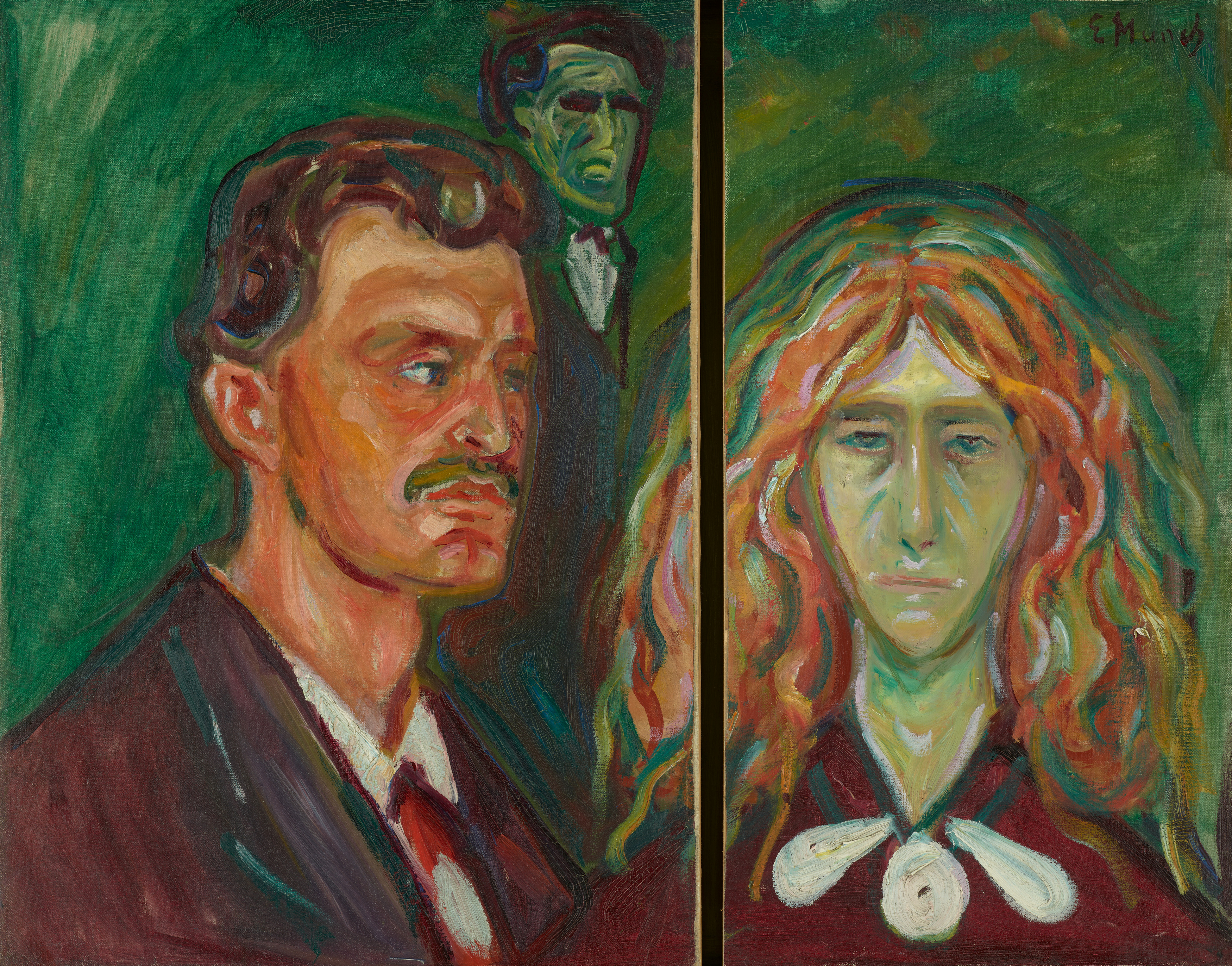
Autorretrato con Tulla Larsen (1905), óleo sobre lienzo, 64 × 45,5 y 62 × 33 cm, Museo Munch de Oslo.

En la pareja de baile en primer plano, se puede reconocer a Munch y su primer amor Milly Thaulow, la esposa dos años mayor de un primo que pronto terminó el corto romance con Munch. Su unidad se ve enfatizada por el flujo del vestido y una línea de contorno común. A diferencia del escenario cargado de erotismo del fondo, el baile del joven e inexperto Munch es rígido e incómodo. Las mujeres de ambos lados portan el rostro de Tulla Larsen. La caricatura exagerada del hombre del fondo se puede atribuir al dramaturgo noruego Gunnar Heiberg. El ex amigo dio inicio a la relación entre Munch y Larsen y Munch lo culpó por su curso negativo y lo estilizó como su némesis personal.
Munch escribió en una nota que acompaña a la imagen: “Bailé con mi primer amor; era un recuerdo de ella. La mujer sonriente de cabello dorado entra en escena y quiere recoger la flor del amor, pero no quiere que la recojan. Por otro lado, está vestida de negro y mira con tristeza a la pareja que baila, una marginada, tal como me expulsó su baile. Y en el fondo, la multitud loca gira en un abrazo salvaje." 
Iris Müller-Westermann describe un paralelo entre las dos figuras vestidas de negro y sus posturas relacionadas entre sí: así como Munch fue rechazado una vez por su primer amor, ahora rechaza a Tulla Larsen. Para ella, la imagen marca un momento clave en la vida de Munch, que con el cambio de siglo se aleja cada vez más de la vida y del amor para dedicarse únicamente al arte. Para Uwe M. Schneede, el individuo que se siente expulsado de la sociedad, incapaz de abrirse al amor y al placer, es un símbolo de la situación del artista.

## Predecesores y versiones posteriores
Inmediatamente antes de que Munch comenzara a trabajar en La danza de la vida en el otoño de 1899, se crearon dos imágenes temáticamente similares: en El regazo de los estudiantes, se muestran varias parejas que se besan sentadas en bancos en un parque en Kristiana, el Oslo actual. Baile en la playa muestra a unas chicas bailando exuberantemente en la playa. Con un gato blanco en primer plano, esta imagen contiene una referencia simbólica a un apodo de Tulla Larsen.

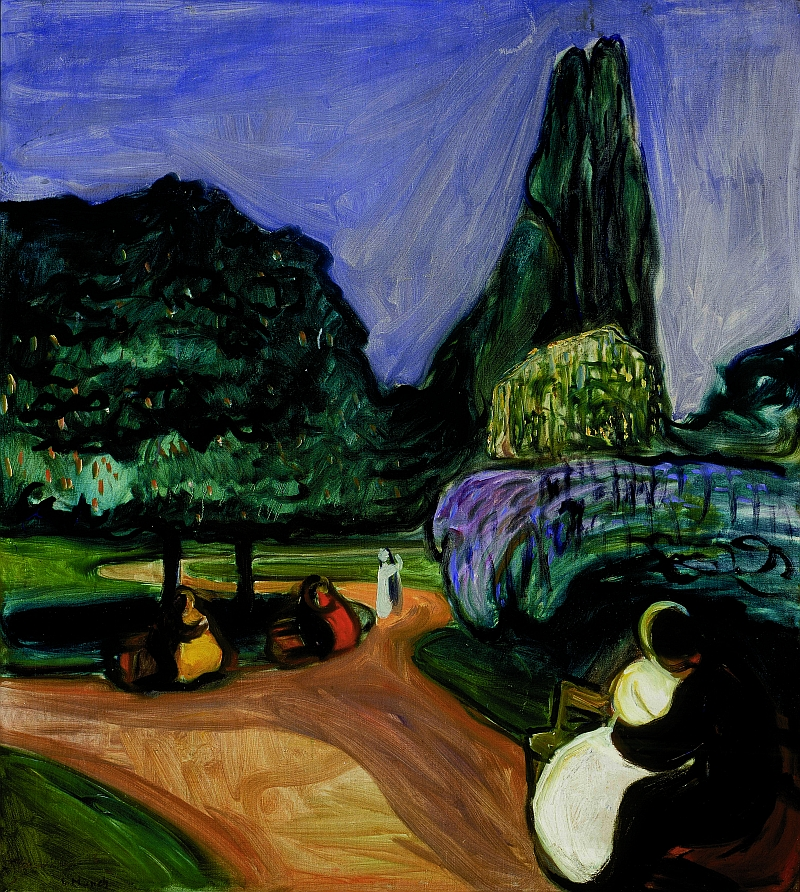
El regazo de los estudiantes (1899), óleo sobre lienzo, 101 × 91 cm, Colección JAPS, Ciudad de México.
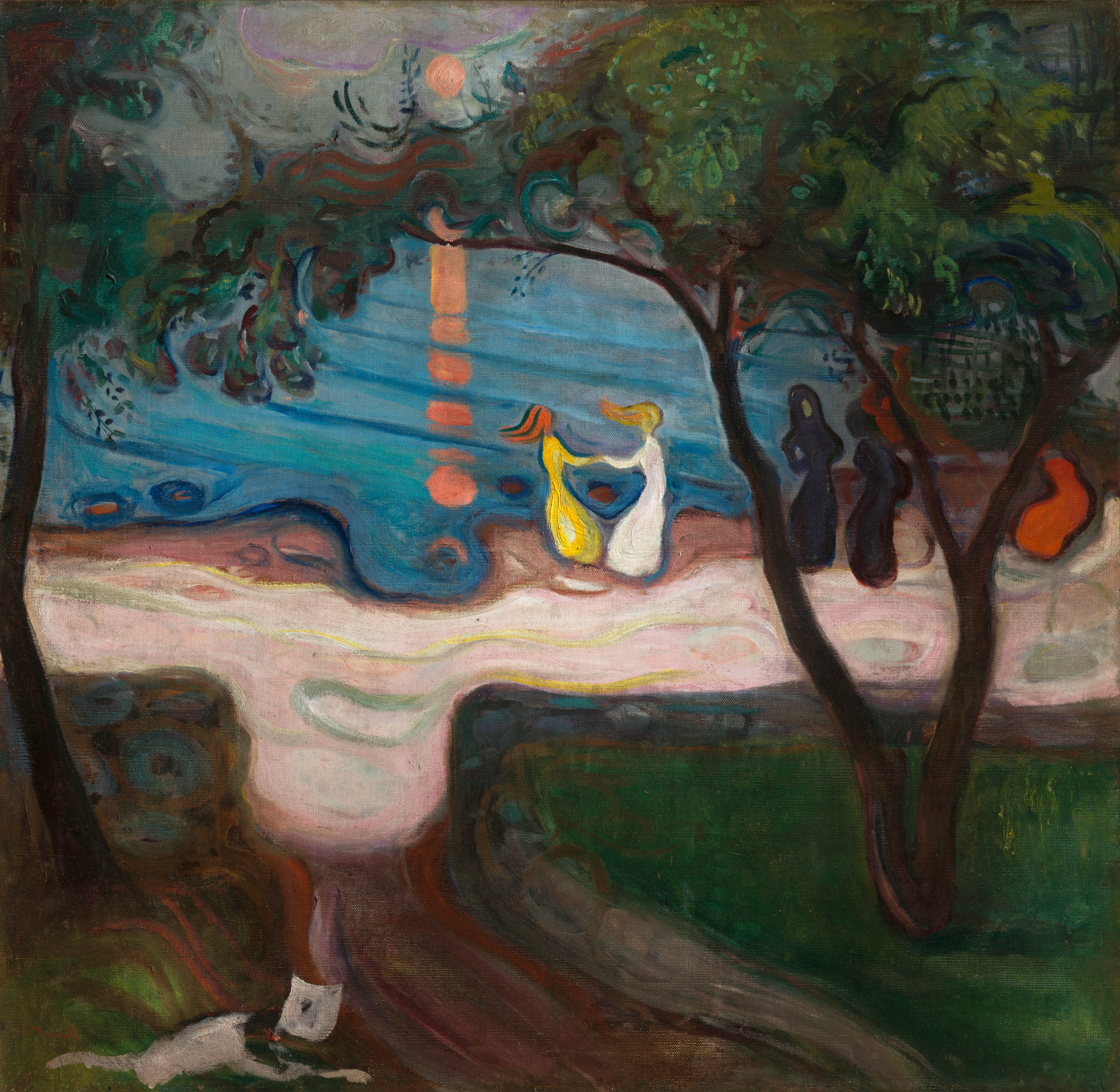
Baile en la playa (1899/1900), óleo sobre lienzo, 96 × 98,5 cm, Galería Nacional, Praga.

En su obra posterior, Munch retomó repetidamente el motivo de la pareja que baila en la playa, flanqueada por dos mujeres vestidas de blanco y negro, especialmente en sus grandes frisos, el Friso del tilo (1904), el Friso Reinhardt (1906/07) y el Friso de Freia (1922). Algunas de las imágenes posteriores se titulan Baile en la playa o Baile junto al mar.

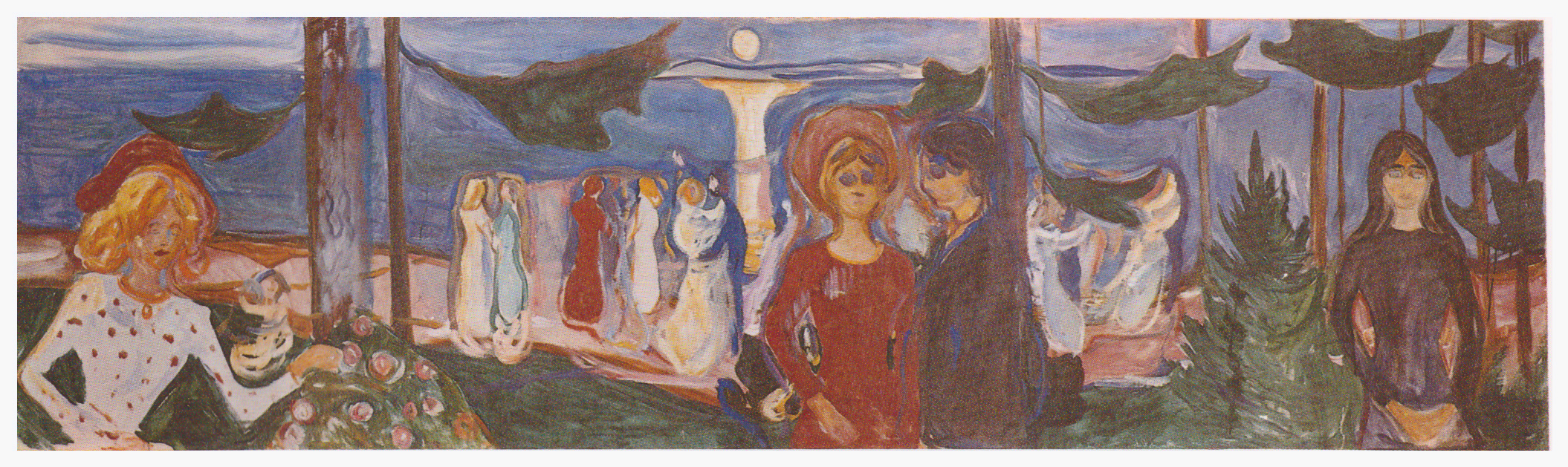
Baile junto al mar (friso del tilo) (1904), óleo sobre lienzo, 90 × 316 cm, Museo Munch de Oslo.
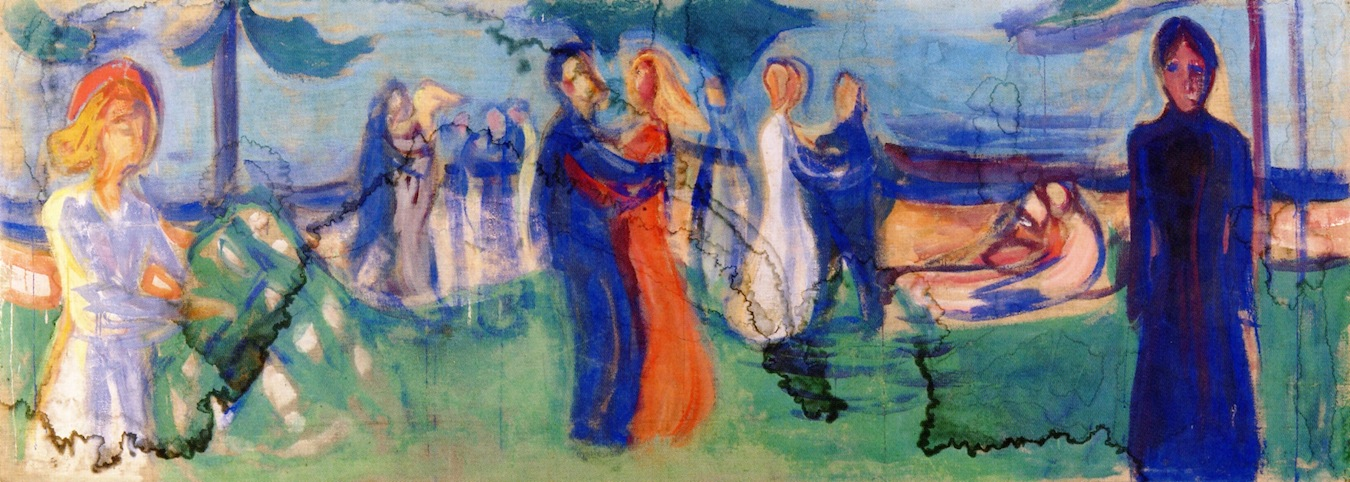
Baile junto al mar (1906/07), temple sobre lienzo, 90 × 247,5 cm, Museo Munch de Oslo.

## Procedencia
La pintura La danza de la vida de 1899/1900 fue donada en 1910 por el fabricante y coleccionista de arte noruego Olaf Schou a la Galería Nacional de Noruega, que desde entonces la ha exhibido junto con otras obras clave de Munch.

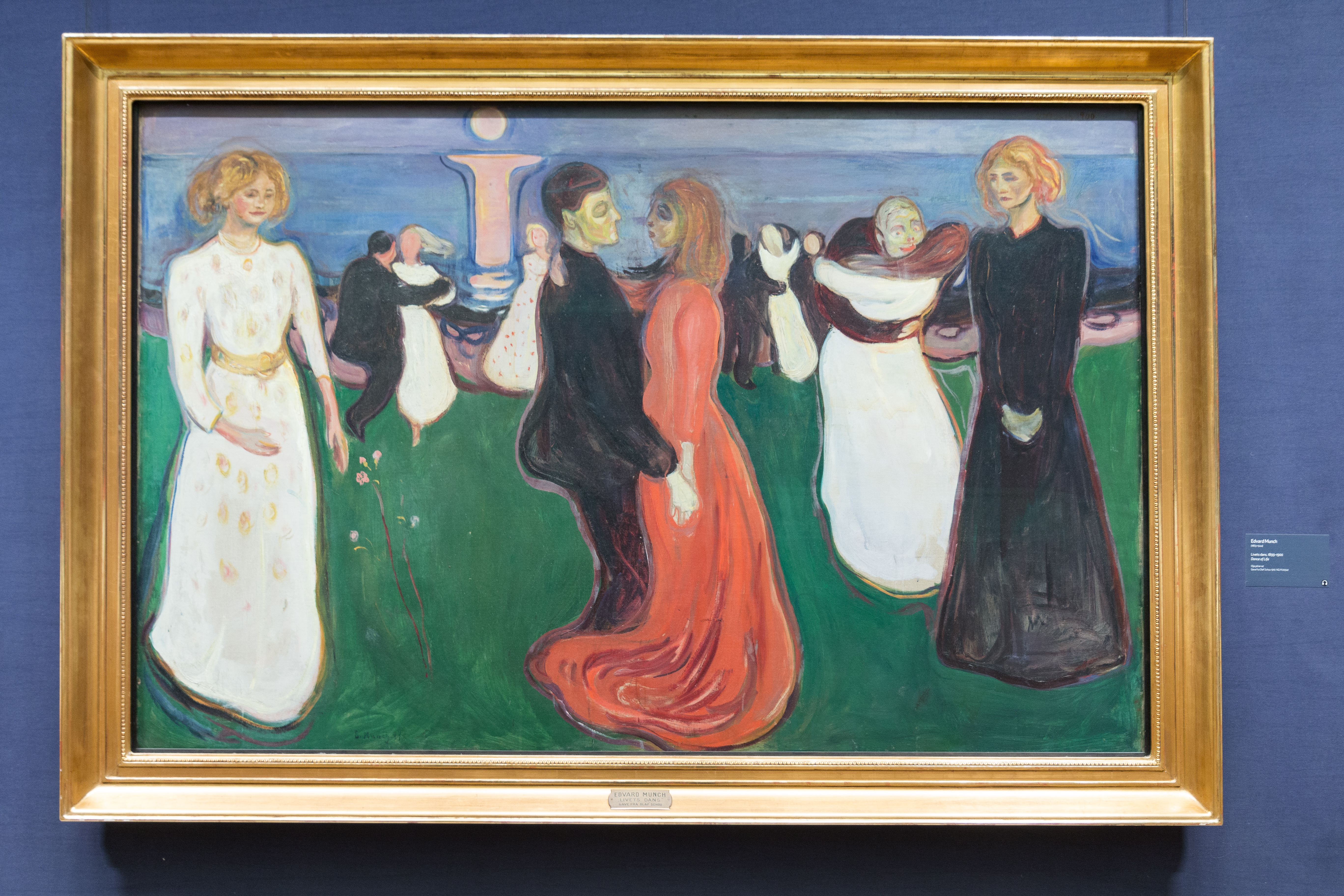
La danza de la vida en la Galería Nacional de Noruega